# Supertaça Liga Futebol Amadora de 2019
A Supertaça Liga Futebol Amadora de 2019 foi a quarta edição do torneio anual timorense, que reúne os vencedores das duas principais competições nacionais. Ela é organizada pela FFTL e pela Liga Futebol Amadora.

## Participantes
Este ano, pela primeira vez, uma mesma equipa conquistou na mesma temporada a Taça 12 de Novembro e a Liga Futebol Amadora, os dois maiores torneios do país. Assim, o vice-campeão da Taça 12 de Novembro classificou-se para a Supertaça.
| Clube                   | Qualificação                                | Data da qualificação   | Participações | Melhor resultado    |
| ----------------------- | ------------------------------------------- | ---------------------- | ------------- | ------------------- |
| Lalenok United          | Campeão da Liga Futebol Amadora de 2019     | 28 de setembro de 2019 | 1ª            | Estreante           |
| Sport Laulara e Benfica | Vice-campeão da Taça 12 de Novembro de 2019 | 12 de outubro de 2019  | 2ª            | Vice-campeão (2016) |

## Partida Final
A partida final foi realizada no estádio da cidade de Gleno, no município de Ermera.
| 19 de outubro de 2019 | Lalenok United                                  | 3 - 1 | SL Benfica           | Estádio Municipal de Ermera |
| 16:00 UTC+9           | Yohanes Gusmão 16', 28' · Santiago da Costa 54' |       | Job Mark Freitas 62' |                             |

### Premiação
| Supertaça Liga Futebol Amadora de 2019 |
| Timor-Leste                            |
| -------------------------------------- |
| Lalenok United Campeão (1º título)     |